# 下蒂利亚赫
下蒂利亚赫是奥地利蒂罗尔州利恩茨县的一个市镇。总面积36.3平方公里，总人口272人，人口密度7.5人/平方公里（2005年）。